# Byszewy
Byszewy este un sat din Polonia, situat în comuna Nowosolna, powiatul Łódź Est, voievodatul Łódź, în cadrul Parcului Peisagistic Dealurile Łódź.
Râul Moszczenica izvorăște de pe teritoriul satului.
Prima atestare documentară a satului datează din 1391. Începând din 1803 satul a aparținut familiei Plicht.

## Conacul
În satul Byszewy se află un conac construit în stil clasic de Teodor Plicht (1755-1833) la sfârșitul secolului al XIX-lea. Are planul unui patrulater alungit, cu un pridvor susținut de patru coloane și un acoperiș din șindrilă. După cel de-al Doilea Război Mondial, conacul a găzduit succesiv o școală, un oficiu al organelor de securitate, o închisoare pentru prizonierii germani și colectiva agricolă de producție, fiind adus într-o stare de ruină. În perioada 1978–1982 au fost executate lucrări de renovare generală ale conacului, probabil datorită lui Jarosław Iwaszkiewicz. Acoperișul și mobilierul interior al clădirii au ars în timpul unui incendiu izbucnit pe 26 ianuarie 2009. În iulie 2010 Agenția Domeniilor Agricole din Łódź a primit 70.000 de zloți din bugetul voievodatului Łódź pentru lucrări de conservare, restaurare și reconstrucție a conacului istoric din Byszewy. A fost anunțată, de asemenea, un concurs de oferte pentru alegerea unui contractant. Silueta conacului a fost inclusă în logo-ul Parcului Peisagistic Dealurile Łódź.
Conacul este asociat puternic cu figura scriitorului Jarosław Iwaszkiewicz, care a locuit acolo în perioada 1911–1913 mai întâi ca meditator al verișorului său Józef Świerczyński, iar apoi (de mai multe ori până în 1931) ca prieten al familiei.
În jurul conacului se află un parc (astăzi neglijat) de 2,3 ha, unde există mai mulți stejari, tei, fagi și larici vechi de 200 de ani. Arborele cel mai impunător al parcului este stejarul „Jarosław” aproape complet putred, cu o circumferință de peste șase metri, care se află în apropierea iazului din partea de sud a domeniului. În partea de sud a parcului există un dâmb, pe care Iwaszkiewicz l-a numit „Templul mândriei” (Świątynią dumania). Anterior, la intrarea pe teritoriul conacului, a existat un iaz, care a fost ulterior desecat.
Jarosław Iwaszkiewicz a revenit în mod repetat în călătorii sentimentale la conacul din Byszewy și pe valea pârâului Moszczenica. „Conacul cu patru coloane”, așa cum l-a numit scriitorul, a devenit locul acțiunii uneia dintre cele mai cunoscute povestiri ale sale intitulată Domnișoarele din Wilko, scrisă în 1932; ecranizarea realizată de cineastul Andrzej Wajda a fost nominalizată la premiul Oscar. Iwaszkiewicz a dedicat capitole separate satului Byszewy în cărțile sale autobiografice: Podróże do Polski („Călătorii în Polonia”) și Książka moich wspomnień („Cartea amintirilor mele”) și l-a menționat în povestirea Ogrody („Grădini”). Motive clare byszewiene pot fi găsite și în poemul Czerwiec: Pławienie koni din cadrul ciclului Krąły rok.

## Turism
Satul Byszewy este traversat de următoarele trasee turistice:
- Traseu prin Parcul Peisagistic Dealurile Łódź - traseu pedestru
- Traseu prin Parcul Peisagistic Dealurile Łódź (traseul Stare Skoszewy - Moskwa) - traseu pedestru
- Traseu ciclist prin Parcul Peisagistic Dealurile Łódź

## Transport
Drumul județean nr. 24141 trece prin sat. Orașul este inclus în rețelele de transport cu autobuze ale companiilor MPK Łódź (linia 91) și PKS Łódź (linia 703).

## Galerie

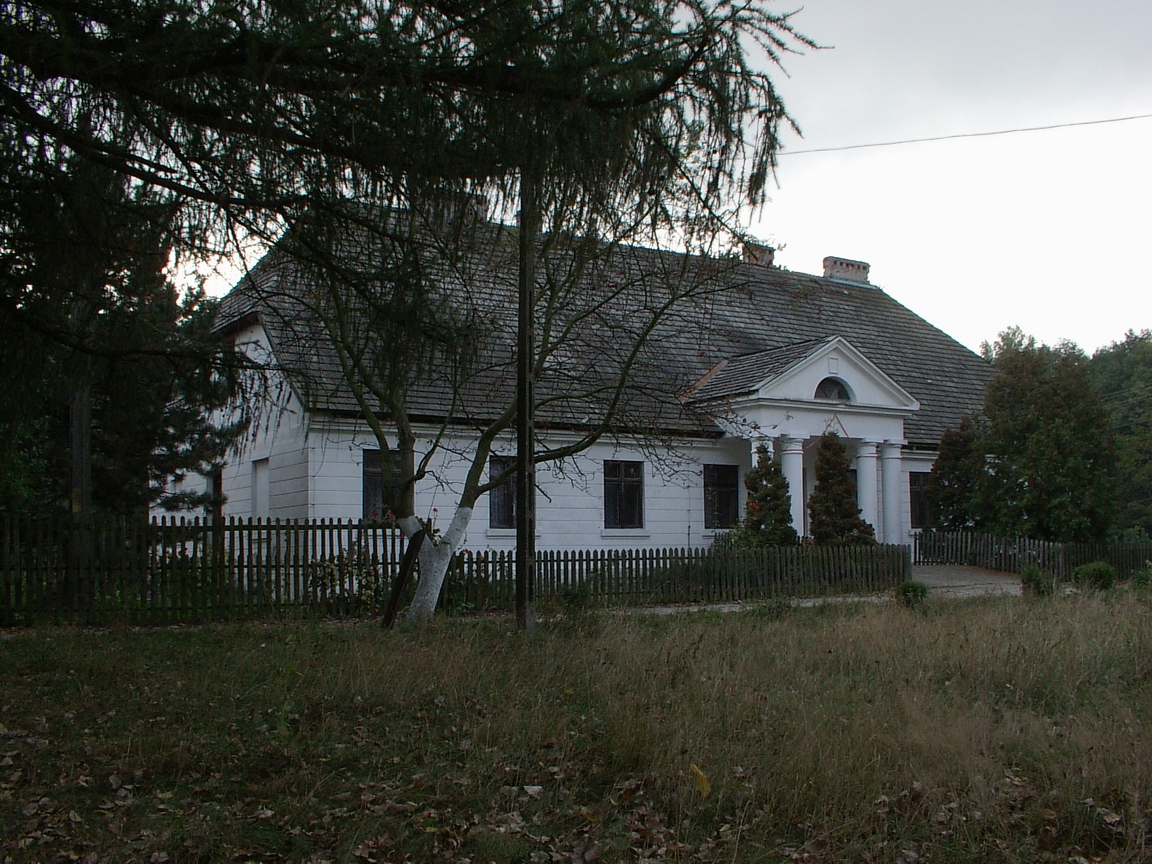
Conacul din Byszewy (vedere frontală)
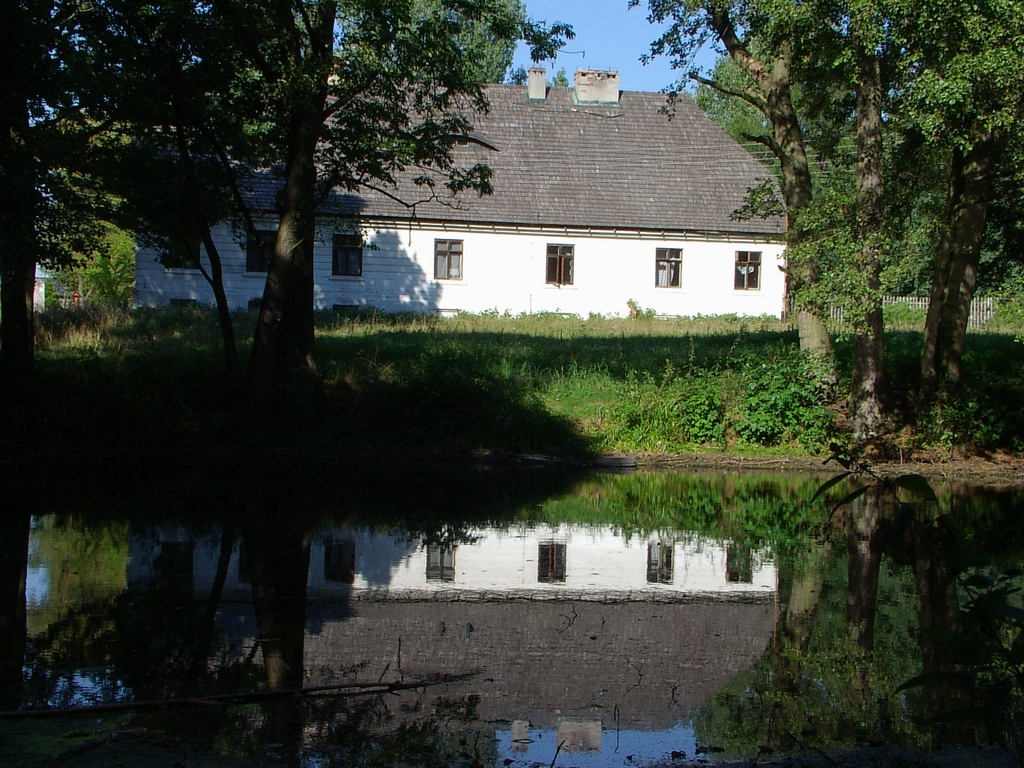
Conacul din Byszewy (vedere din spate)
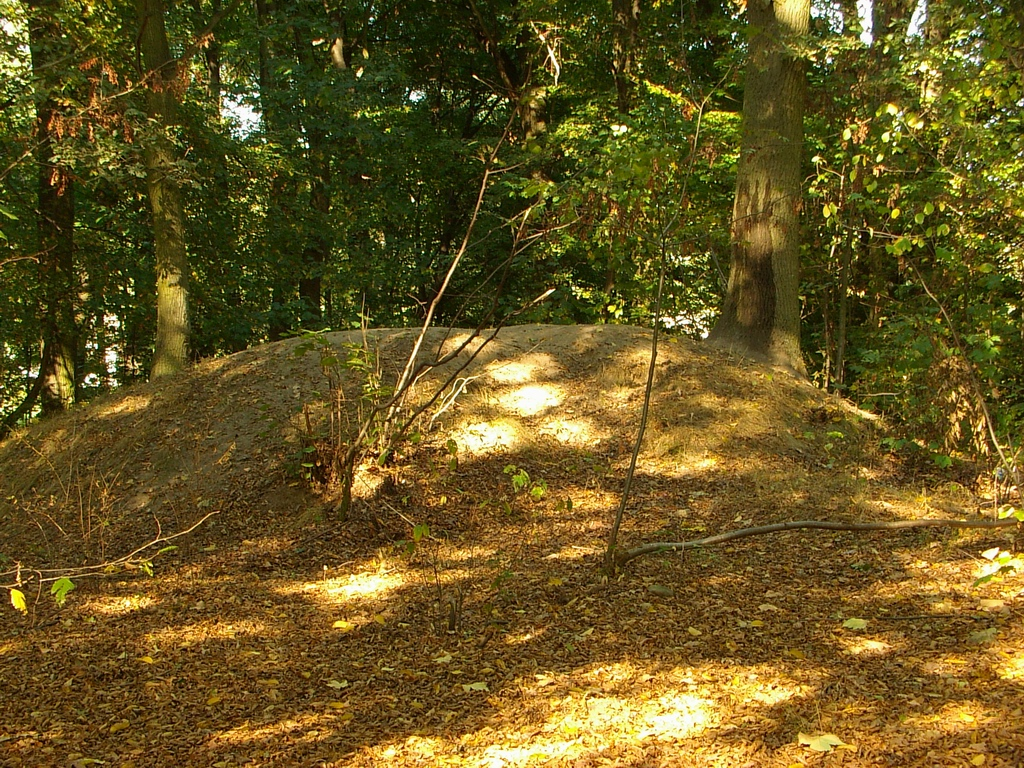
„Świątynia Dumania” – punctul cel mai înalt al parcului (204 m)
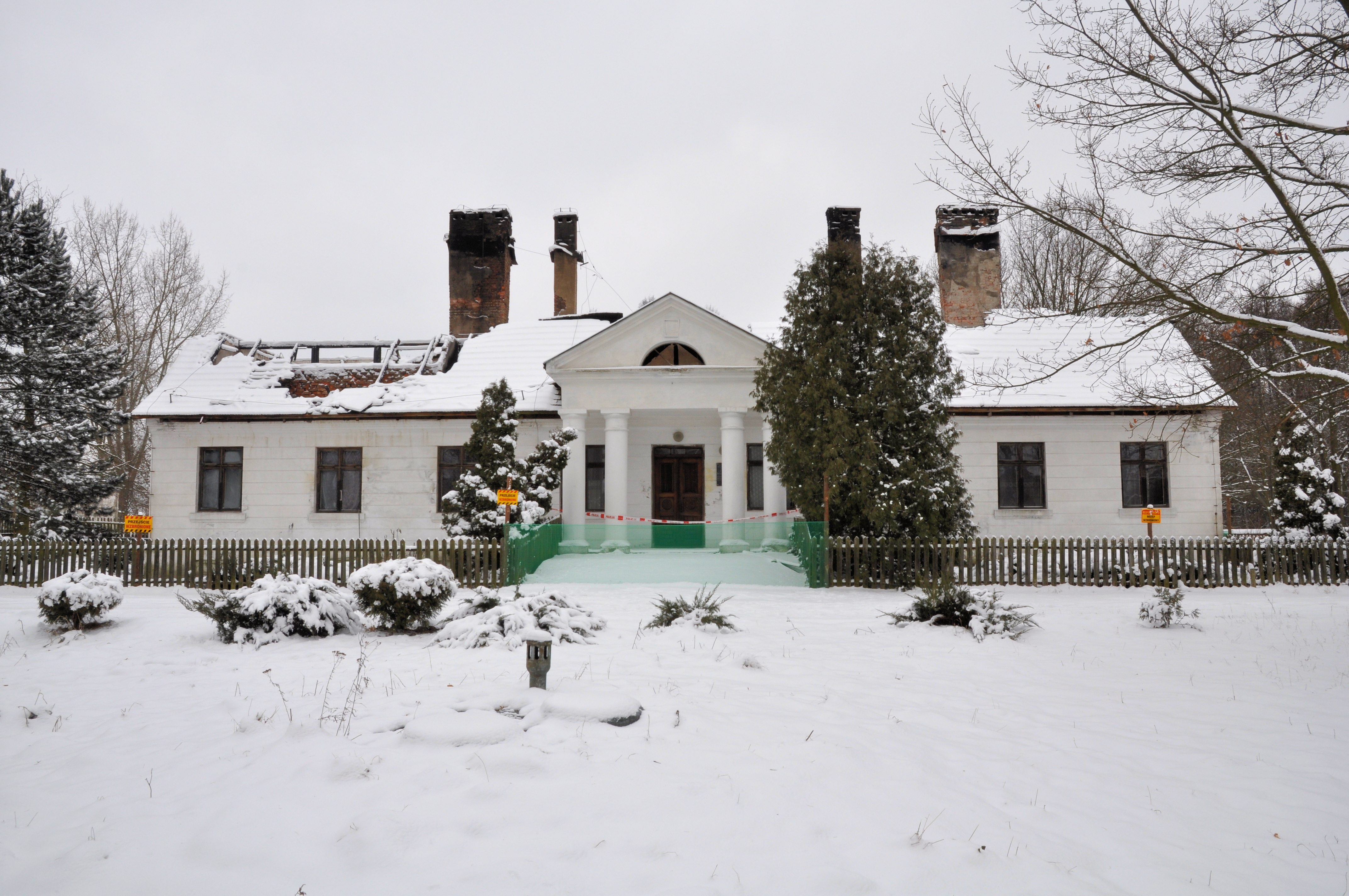
Conacul după incendiul din 2009
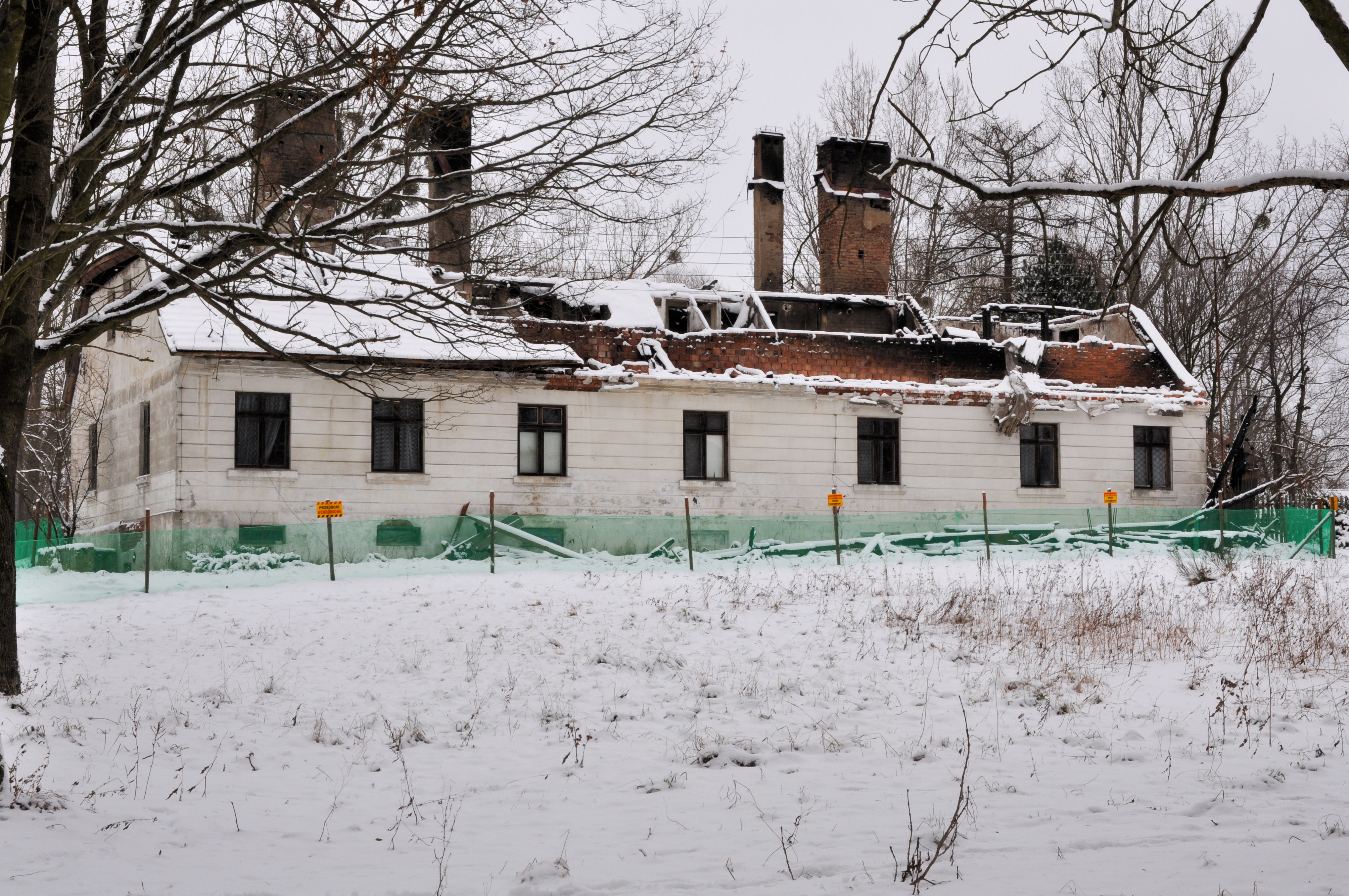
Conacul după incendiul din 2009
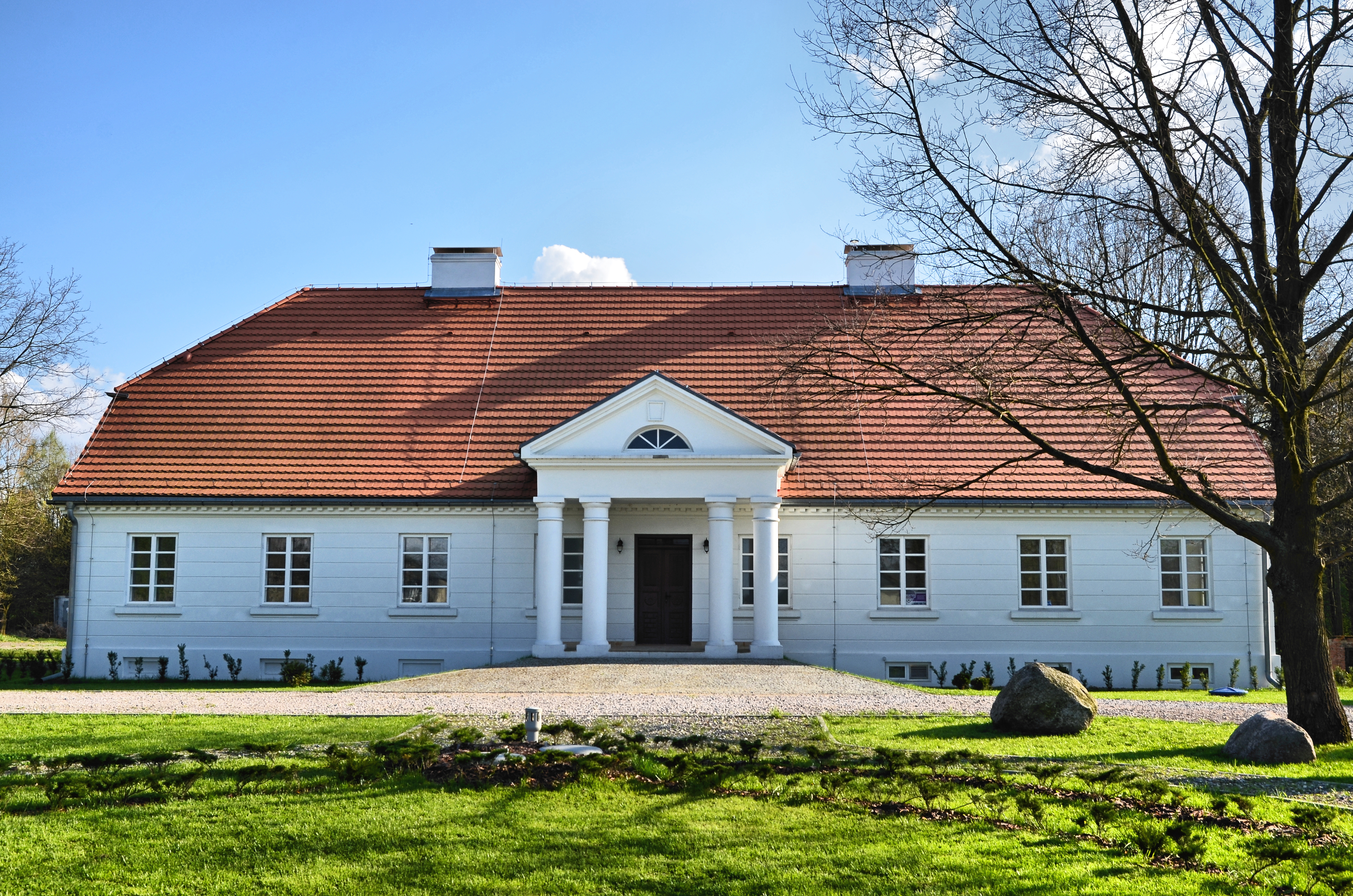
Conacul din Byszewy după renovare
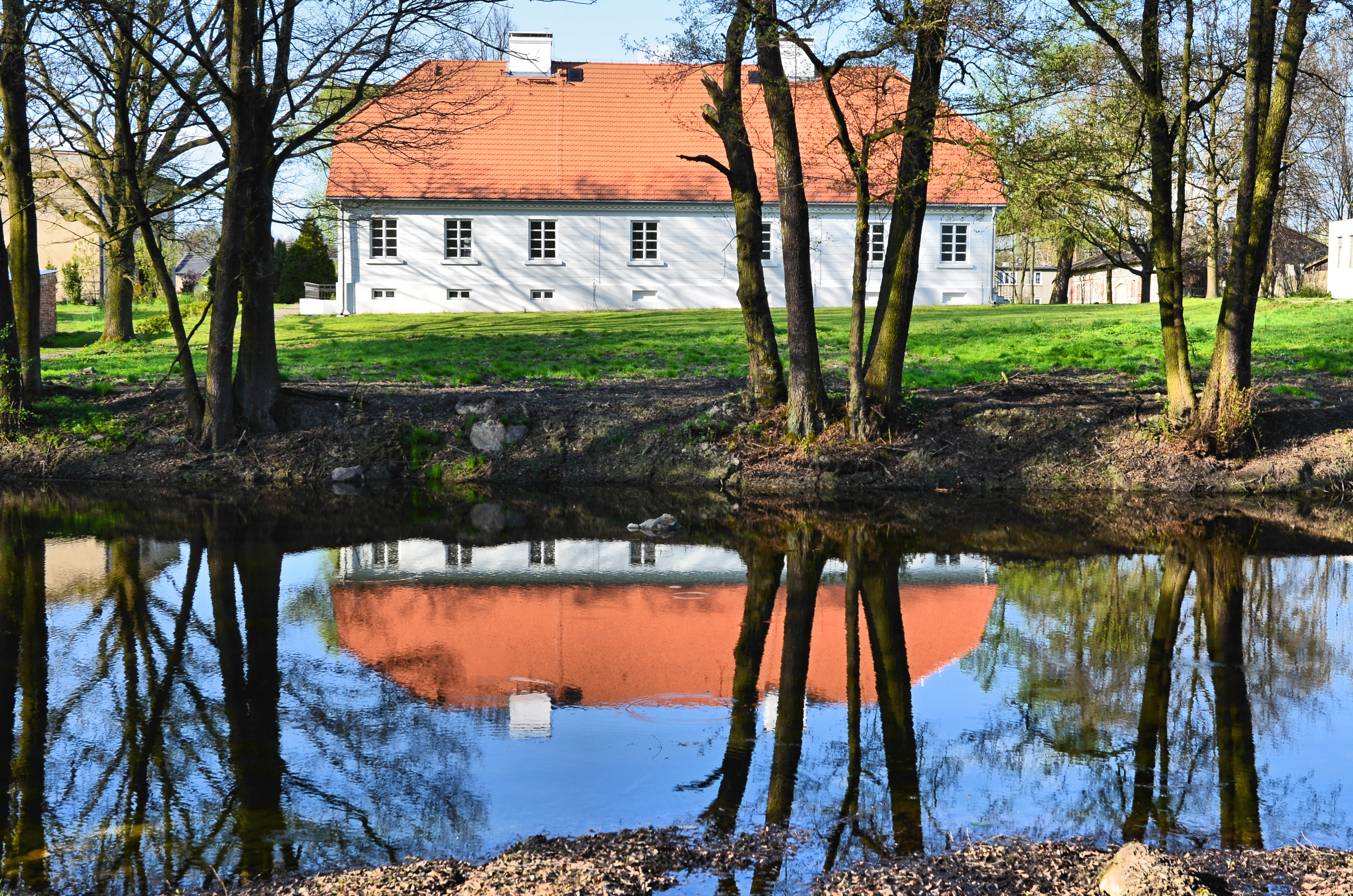
Conacul din Byszewy văzut de peste lac
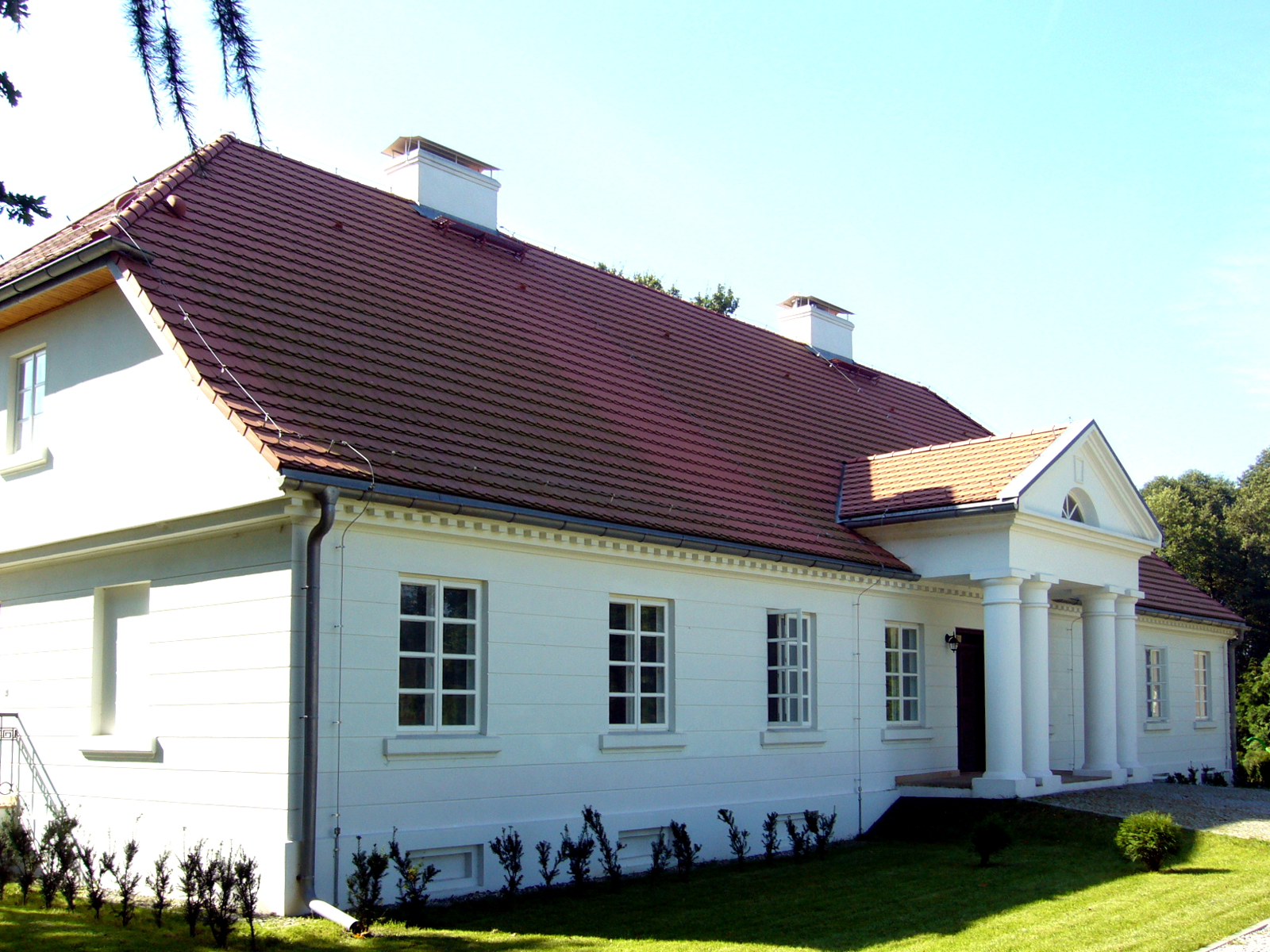
Conacul din Byszewy cu frontonul de la intrare
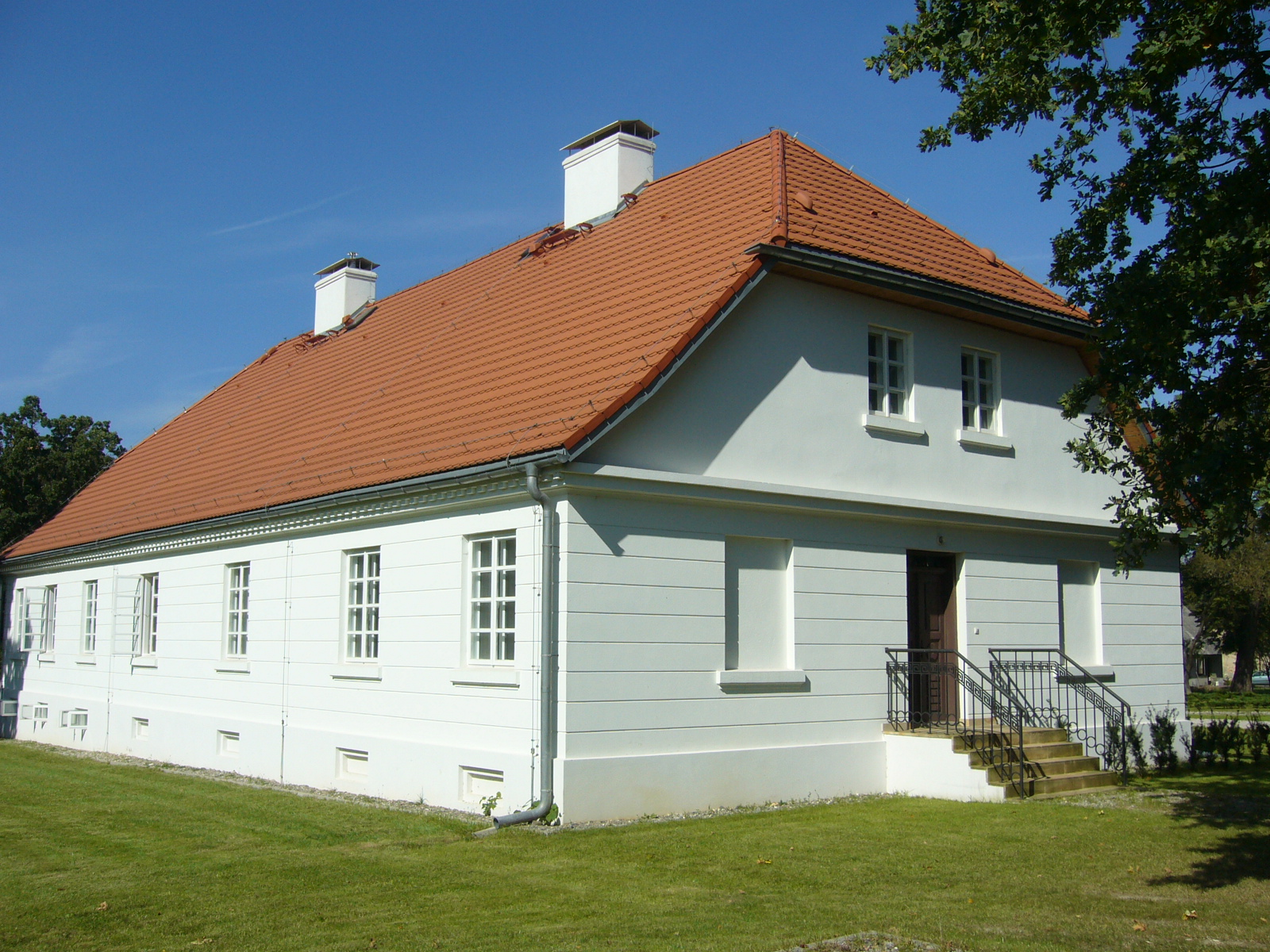
Conacul din Byszewy
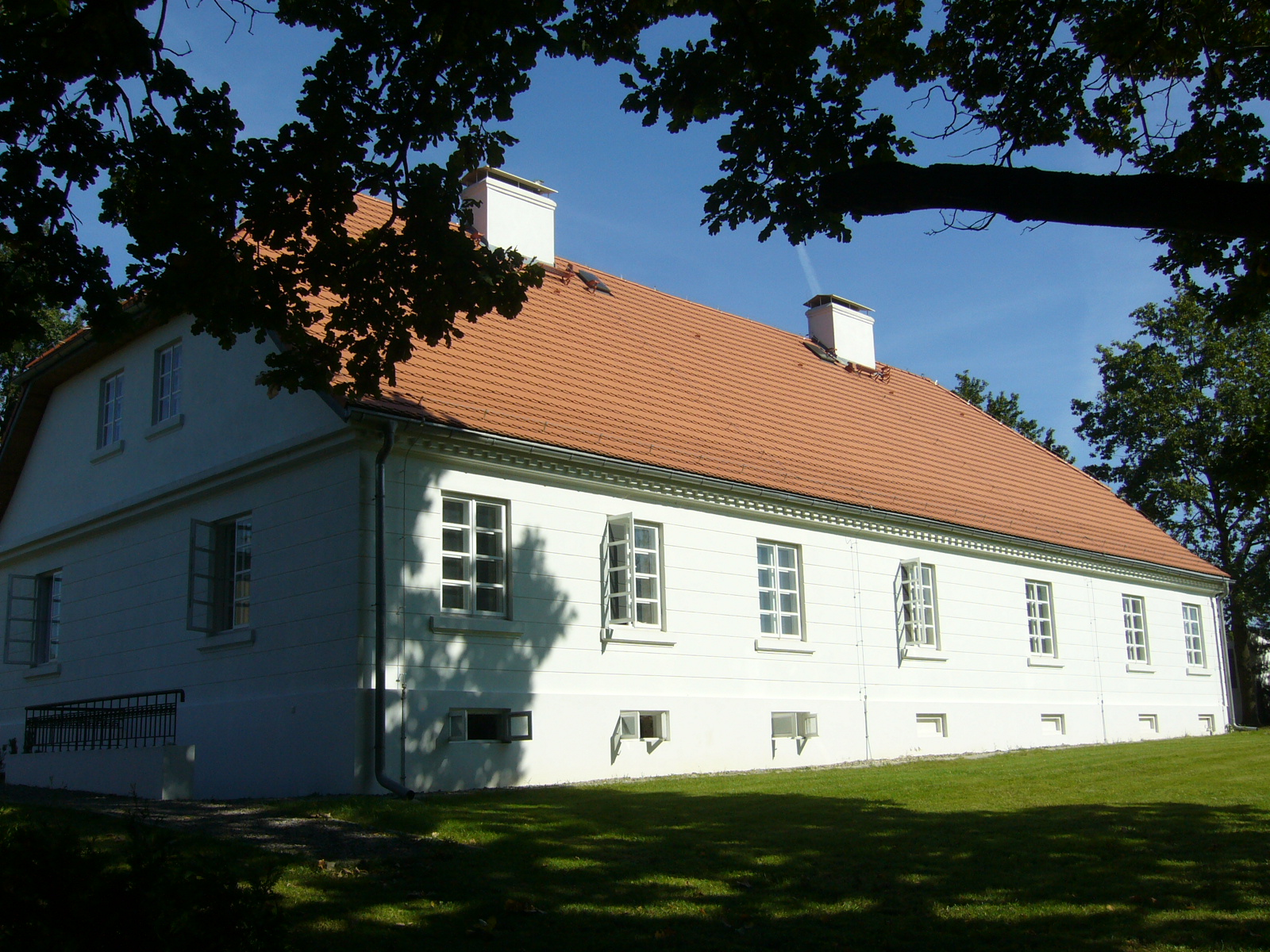
Conacul din Byszewy
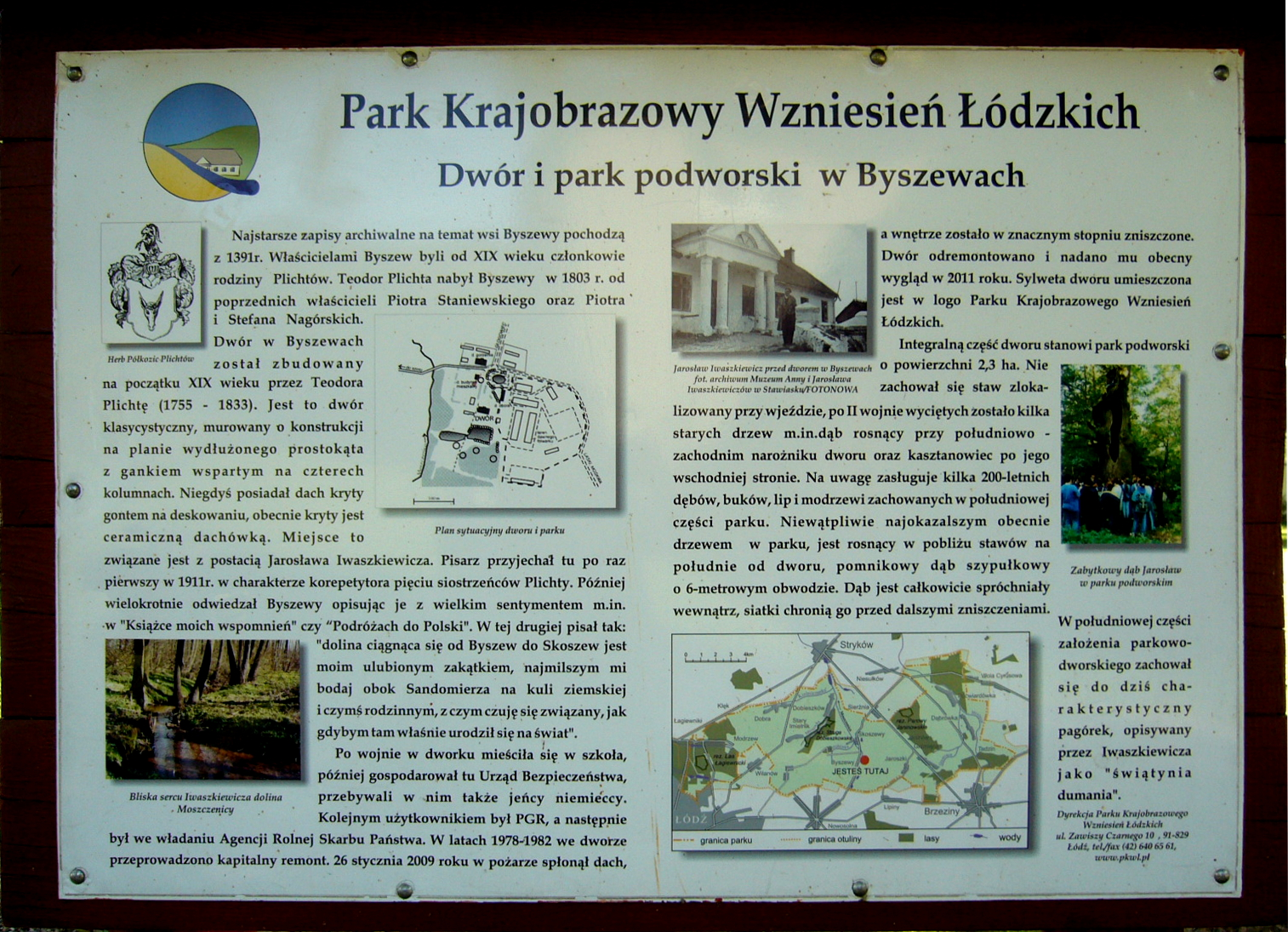
Panou informativ la intrarea pe teritoriul conacului din Byszewy.

## Legături externe
- Articol despre conac în publicația lunară „Spotkania z Świątkach”
- pl Byszewy în Dicționarul geografic al Regatului Poloniei și al altor țări slave, volum I (Aa — Dereneczna) anul 1880

- pl Byszewy în Dicționarul geografic al Regatului Poloniei și al altor țări slave, volum XV, p. 1 (Abablewo — Januszowo) 1900